# Tiền gián
Tiền gián là một hạng tiền lưu hành ở Việt Nam từ thế kỷ 16 đến đầu thế kỷ 20. Tiền gián còn được gọi là sử tiền. Hạng tiền này kém hơn "tiền quý", tức "cổ tiền" hay "tiền tốt".
Theo Đại Việt Sử ký Toàn thư của Ngô Sĩ Liên thì tiền gián xuất hiện từ thời nhà Mạc. Lúc bấy giờ (1528) Mạc Đăng Dung muốn đúc tiền với niên hiệu mới là Minh Đức để thay thế tiền nhà Hậu Lê nhưng giữ y nguyên kích thước cũ. Đợt đúc lần đó thất bại nên đành đúc loại tiền xấu hơn, pha đồng với kẽm và sắt để lưu hành. Hạng tiền xấu đó phẩm chất kém loại tiền đời trước.
Về hình thức, tiền gián kích thước cũng nhỏ hơn tiền quý (đường kính khoảng 23 mm) thay vì 24 mm.
| Tỷ lệ khác biệt giữa hai loại tiền | Tỷ lệ khác biệt giữa hai loại tiền | Tỷ lệ khác biệt giữa hai loại tiền |
| Đơn vị                             | Tiền quý                           | Tiền gián                          |
| ---------------------------------- | ---------------------------------- | ---------------------------------- |
| 1 tiền                             | 60 đồng                            | 36 đồng                            |
| 1 quan                             | 600 đồng                           | 360 đồng                           |

Những đơn vị của tiền gián cũng thấp hơn tiền quý; một tiền bằng tiền gián chỉ có 36 đồng thay vì 60 đồng; và một quan tiền gián, tức 10 tiền là 360 đồng thay vì 600 đồng.
Hạng tiền nay sau tiếp tục lưu hành và cũng được nhiều triều đại kế tiếp lưu dụng, đúc thêm, song song với loại tiền tốt đến khi nhà Nguyễn mất quyền tự chủ và tiền tệ cũ bị đồng bạc Đông Dương thay thế hẳn.